# Corel Painter
Corel Painter är ett datorprogram för skapande av digital konst i rastergrafik. Programmet bygger på avancerade simuleringar av verkliga konstnärliga material som olja och akvarell.